# Dixie Dean

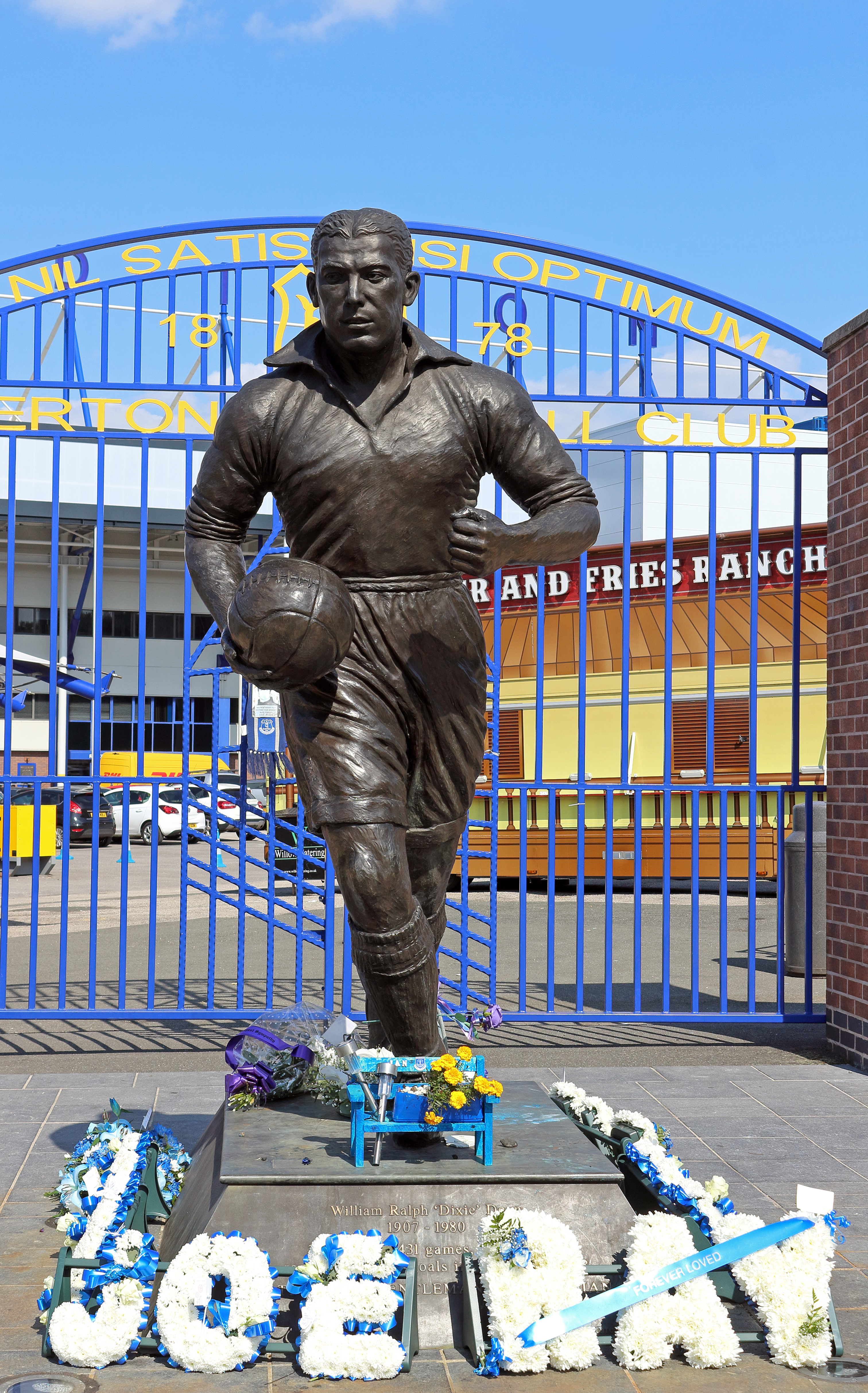
Denkmal von Dixie Dean vor dem Evertoner Goodison Park

William Ralph „Dixie“ Dean (* 22. Januar 1907 in Birkenhead; † 1. März 1980 in Liverpool-Everton) war ein englischer Fußballspieler und dabei als Angreifer in den Reihen des FC Everton einer der berühmtesten Mittelstürmer in der englischen Fußballgeschichte. Er war für seine außergewöhnliche Laufstärke, große Torgefährlichkeit und Dribblings bekannt. Zudem war er einer der besten Kopfballspieler seiner Zeit. Mit 310 Erstligatoren, alle in Diensten von Everton, ist er in England der drittbeste Torschütze bisher.

## Sportlicher Werdegang
Dixie Dean begann seine Profi-Laufbahn bei dem damaligen Drittligisten Tranmere Rovers, einem kleinen Verein auf der Halbinsel Wirral gegenüber von Liverpool. Der Klub kämpfte in der damaligen „Third Division“ gegen den Abstieg, aber dennoch gelangen Dean 27 Tore in nur 30 Spielen. Sein Torriecher war für ihn zeitweise gesundheitsgefährdend. In einem Spiel erzielte Dean ein Tor und der Verteidiger erklärte ihm, wenn er noch ein Tor schieße, würde er sichergehen, dass es sein allerletztes Tor in seinem Leben wäre. Dean traf erneut, woraufhin der Verteidiger Dean so hart in die Hoden trat, dass er in der Folge den Verlust eines Hodens beklagen musste.
1925 wechselte er für die damals große Summe von 3000 Pfund zum FC Everton. Obwohl ihm mündlich 10 % der Ablösesumme zugesichert waren, erhielt er nur 1 % und somit nur 30 Pfund, weil er den Vertrag ohne genaue Prüfung unterschrieb. Trotz eines schweren Motorradunfalls, durch den er sich im Jahr 1926 einen Schädel- und Kieferbruch zuzog, konnte Dean vollständig genesen und feierte fortan mit seinem Klub große Erfolge. Unübertroffen ist sein Torrekord von 60 Toren in der Spielzeit 1927/28 in der englischen First Division. Er verhalf damit Everton zum Gewinn der Meisterschaft. Dean hatte 60 Tore, davon 40 mit dem Kopf, geschossen und damit ca. 58,8 % aller Treffer Evertons in dieser Saison (102) erzielt. Zusätzlich schoss er im Pokal weitere 22 Tore. Dabei profitierte er von der neu geschaffenen Abseitsregel, bei der nur noch zwei und nicht mehr drei Verteidiger hinter dem ballannehmenden Stürmer stehen müssen. Der Ball war damals jedoch noch viel schwerer und für Torhüter einfacher zu berechnen und vor allem war den Verteidigern damals buchstäblich alles erlaubt. Da Dean aufgrund seiner Tore bekannt war, wurde er von den Verteidigern besonders hart angepackt (siehe Verlust eines Hodens). Dean galt dennoch während seiner Karriere als äußerst professionell und er wurde trotz der harschen Behandlungsweise durch Verteidiger nie vom Platz gestellt oder bekam eine Verwarnung ausgesprochen.
Obwohl Everton im Jahr 1930 in die Second Division abstieg, blieb Dean seinem Verein treu und gewann nach dem direkten Wiederaufstieg sowohl 1932 erneut die englische Meisterschaft als auch ein Jahr später den FA Cup.
Zu diesem Zeitpunkt führte Dean sein Team als Mannschaftskapitän an. Dennoch musste er bereits im Alter von nur 30 Jahren seinem kräfteraubenden Spiel Tribut zollen und verlor 1937 beim FC Everton seinen Stammplatz an Tommy Lawton. Er führte seine Karriere anschließend noch bei Notts County und dem irischen Verein Sligo Rovers fort, bevor er sich dann 1940, nach dem Ausbruch des Zweiten Weltkriegs, vom aktiven Sport zurückzog. Anschließend wirkte er noch als Nachwuchstrainer und betrieb danach einen Pub. Zudem arbeitete er fortan für die Einzelhandelsgesellschaft Littlewoods.
In 433 Spielen für den FC Everton schoss er 383 Tore und wird von den Anhängern des Vereins als einer der besten Spieler aller Zeiten angesehen.
In der englischen Nationalelf erzielte Dean in 16 Spielen 18 Treffer.
Im Jahre 1980 verstarb Dean nach einem Herzinfarkt im Goodison Park, dem Stadion des FC Everton, als er das Spiel seines ehemaligen Vereins gegen den Lokalrivalen FC Liverpool verfolgte. 21 Jahre später wurde eine Statue zu seinem Gedenken außerhalb dieses Stadions errichtet. Nach einem weiteren Jahr wurde Dean in die English Football Hall of Fame aufgenommen.

## Trivia
Historischen Berichten zufolge erhielt Dean den Spitznamen „Dixie“ von seinen Anhängern, die ihn aufgrund seiner dunklen Gesichtsfarbe und dem gelockten schwarzen Haar mit Afroamerikanern in den Südstaaten verglichen. Dean selbst hatte den Namen stets abgelehnt und wollte stattdessen mit dem Namen „Bill“ angeredet werden.

## Erfolge
- Englischer Meister: 1928, 1932
- FA-Cup-Sieger: 1933